# چهل و سومین مراسم گلدن گلوب
چهل و سومین مراسم گلدن گلوب برای ارج نهادن به بهترین فیلم و شوی تلویزیونی سال ۱۹۸۵ در ۲۴ ژانویه سال ۱۹۸۶ برگزار شد.

## Winners and nominees

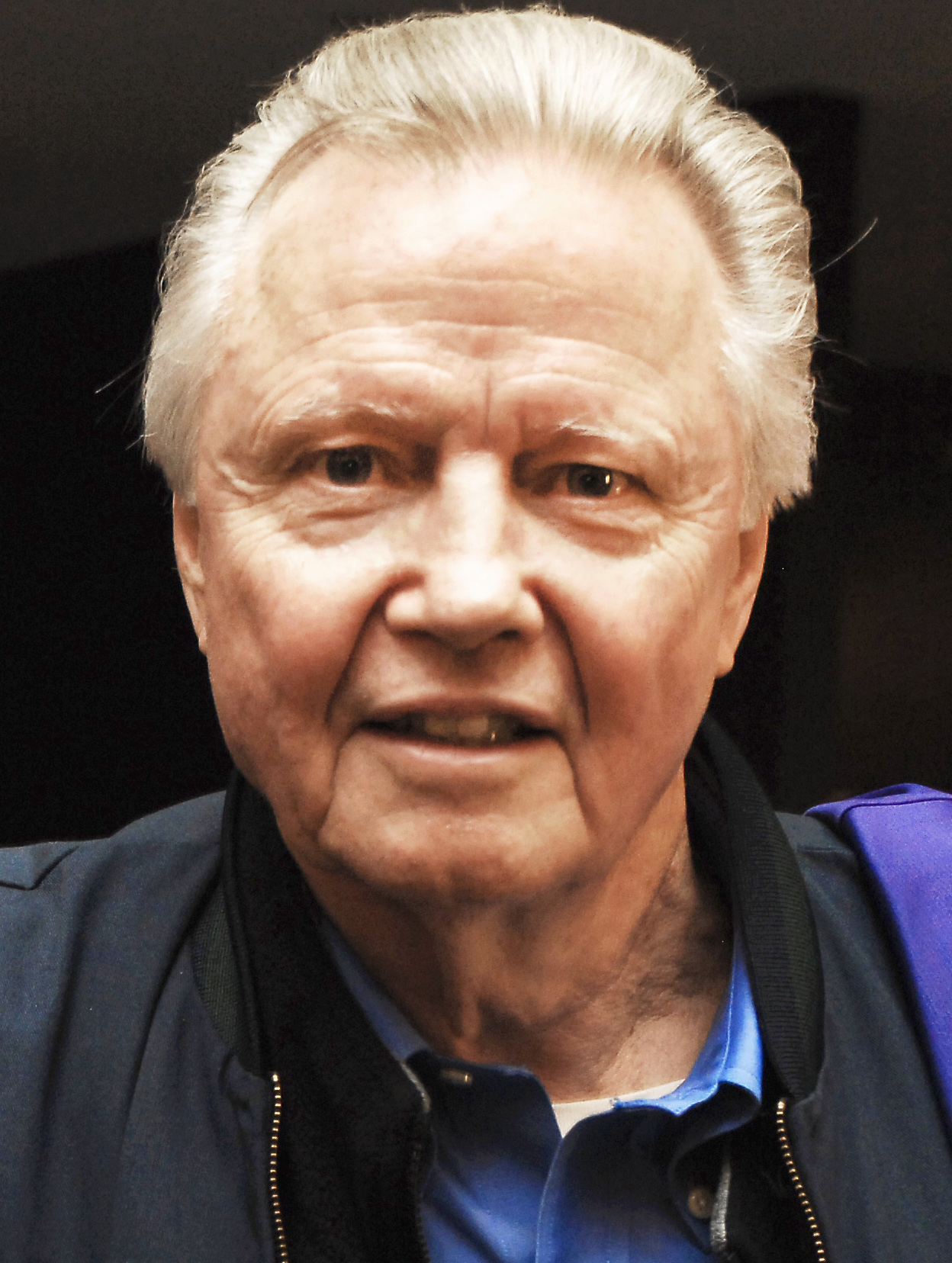
جان ویت — Best Actor in a Motion Picture, Drama winner

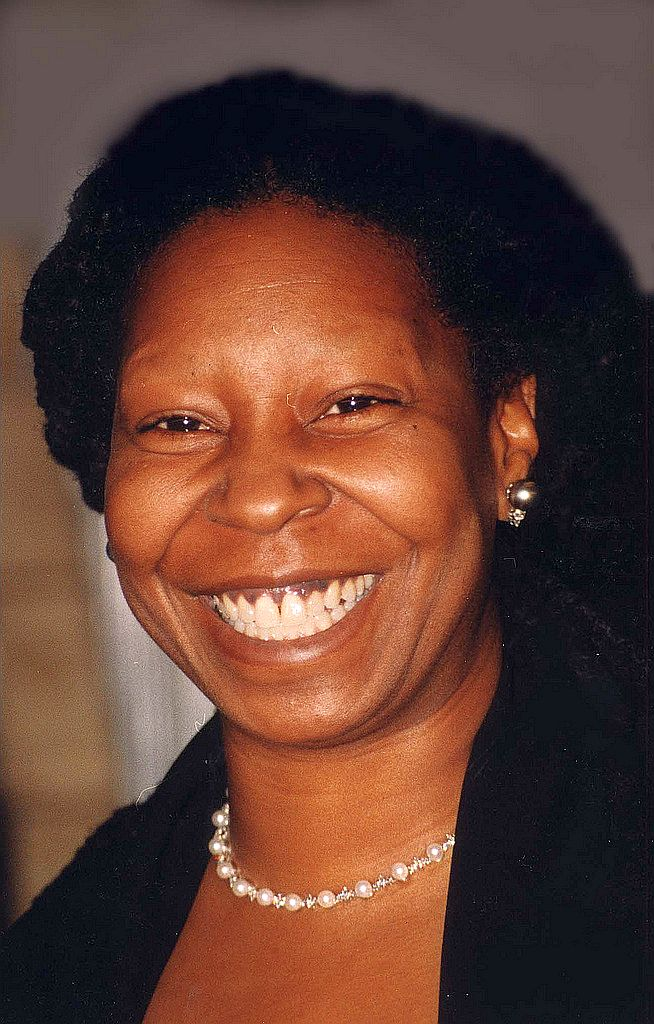
ووپی گلدبرگ — Best Actress in a Motion Picture, Drama winner

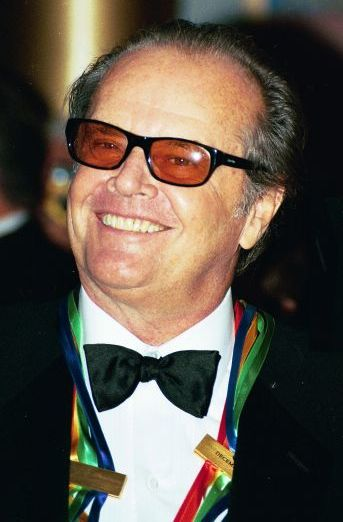
جک نیکلسون — Best Actor in a Motion Picture, Comedy or Musical winner

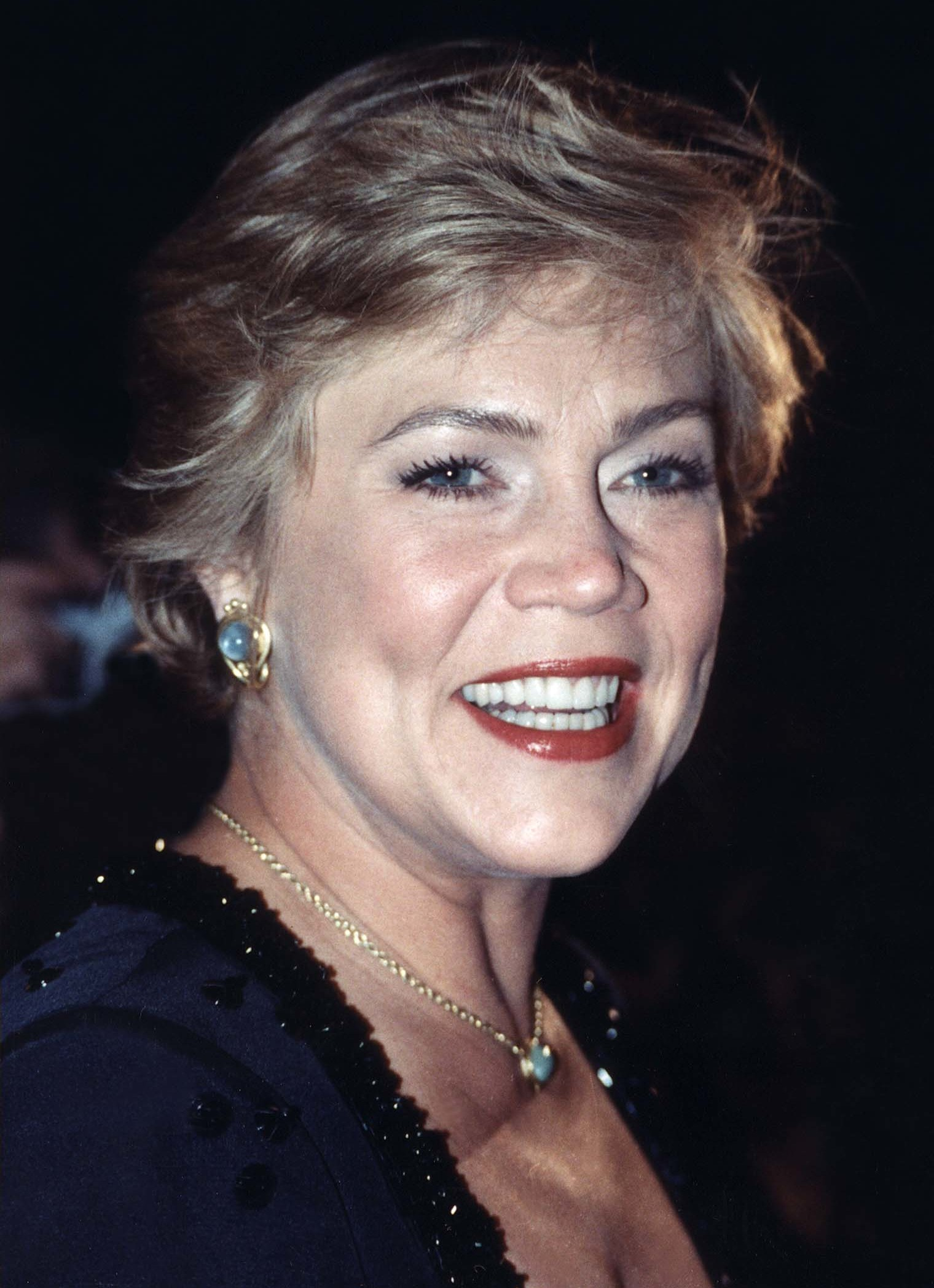
کاتلین ترنر — Best Actress in a Motion Picture, Comedy or Musical winner

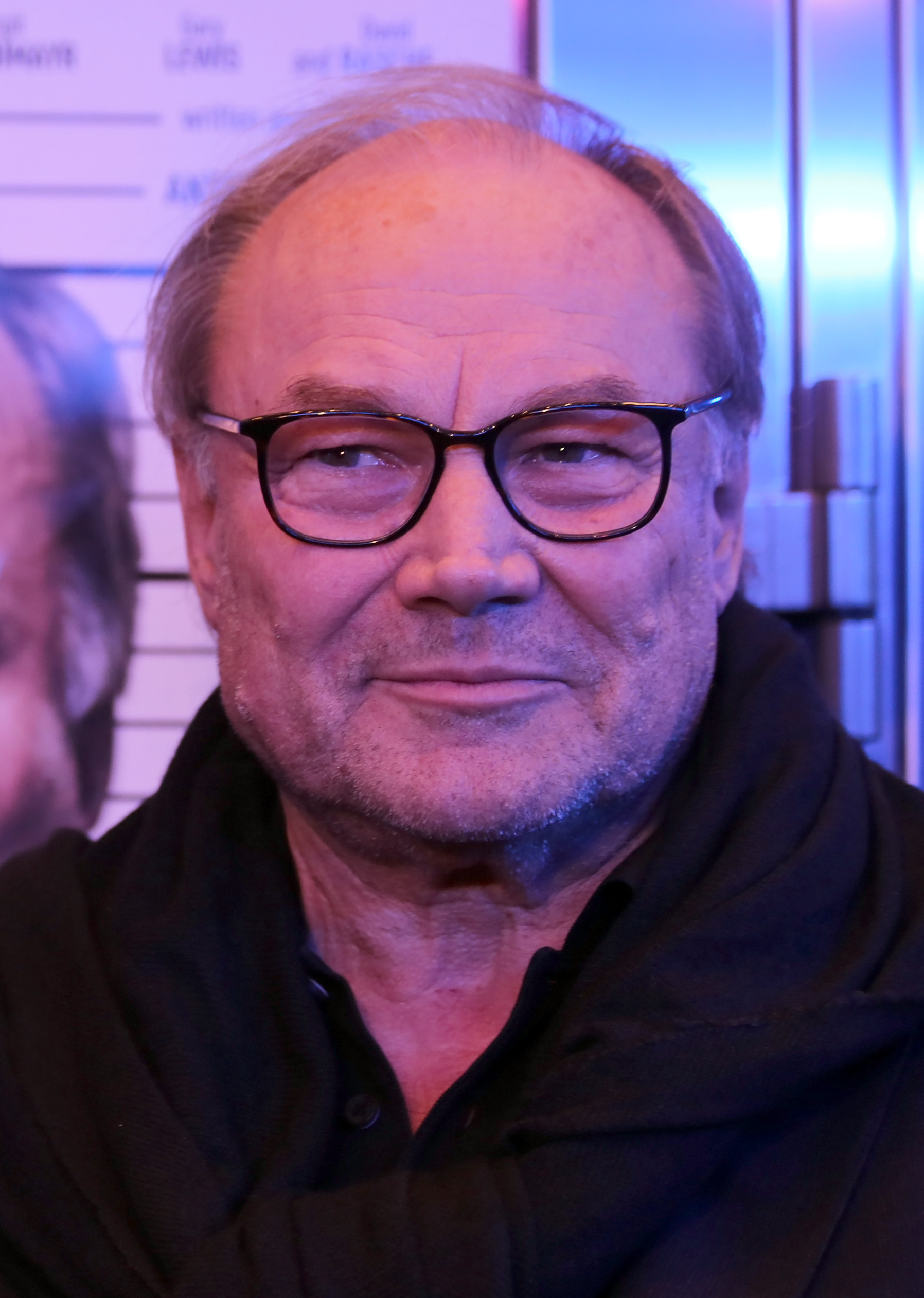
کلاوس ماریا برانداور — Best Supporting Actor in a Motion Picture, winner

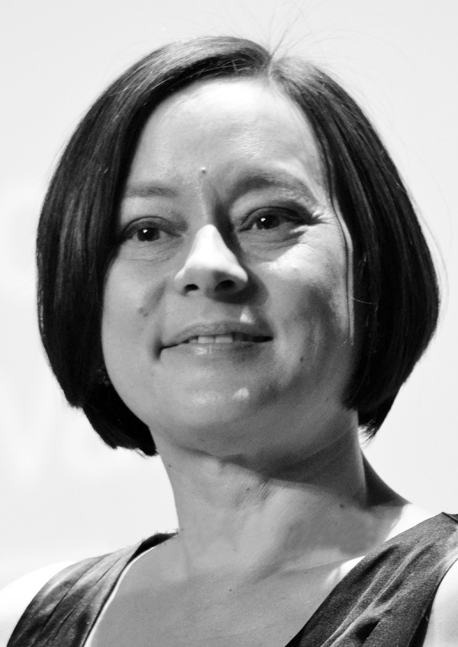
مگ تیلی — Best Supporting Actress in a Motion Picture, winner

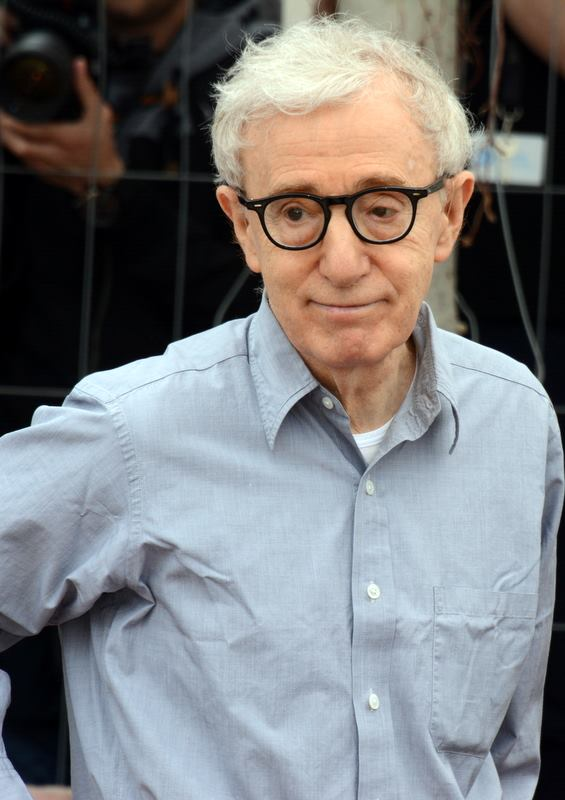
وودی آلن — Best Screenplay, winner

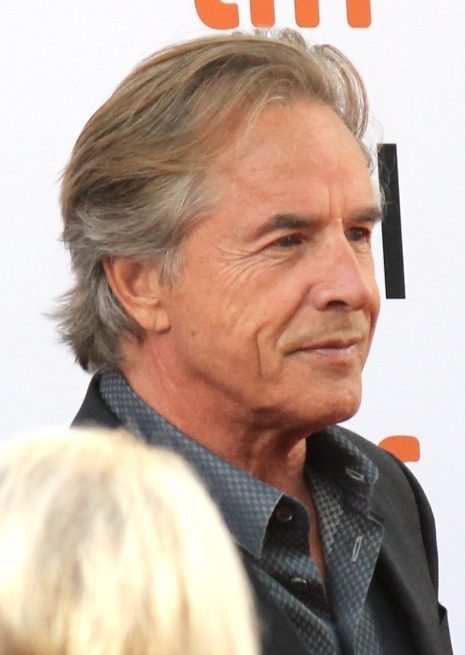
دان جانسون — Best Actor in a Television Series, Drama winner

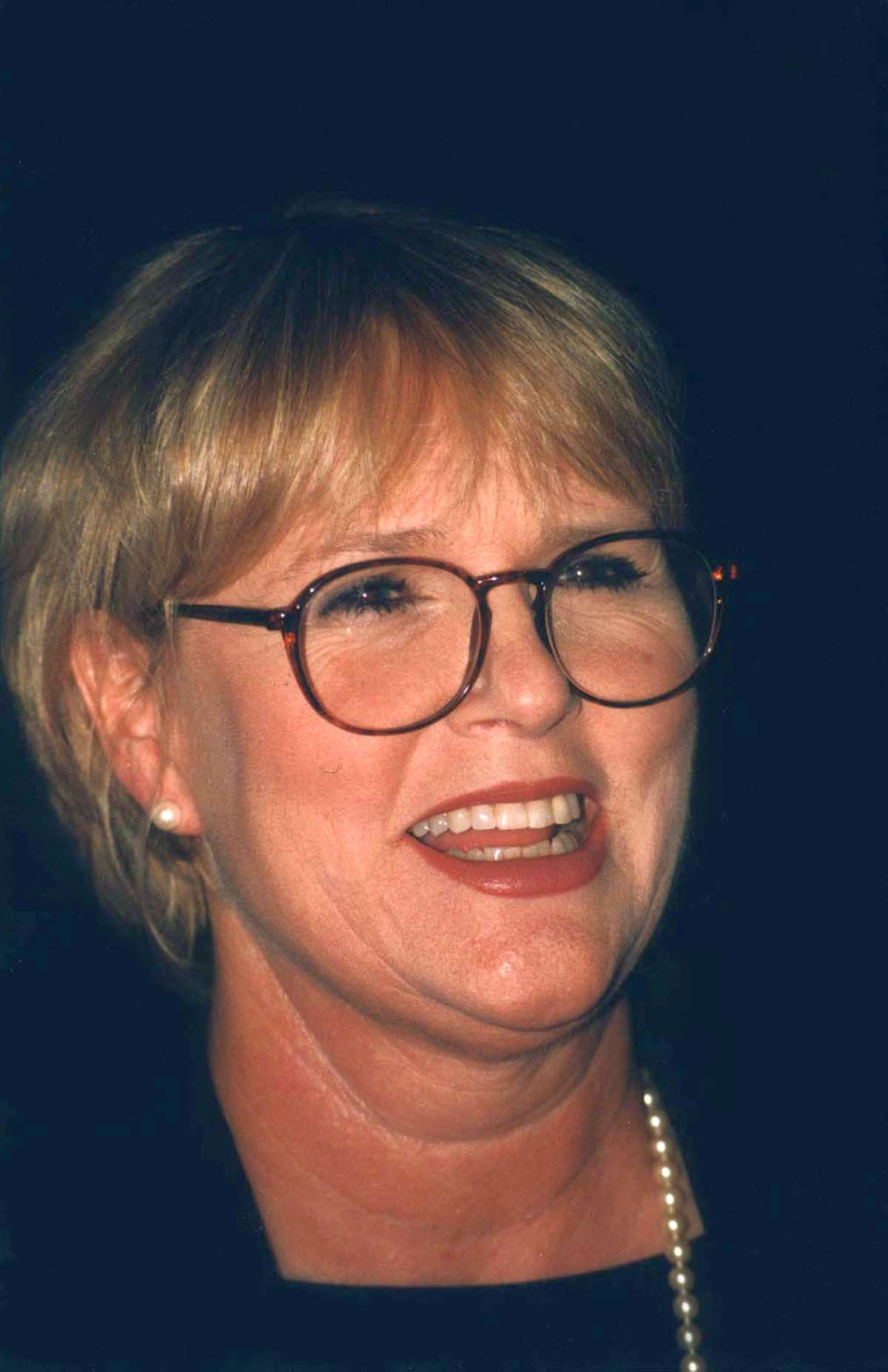
شارون گلس — Best Actress in a Television Series, Drama winner

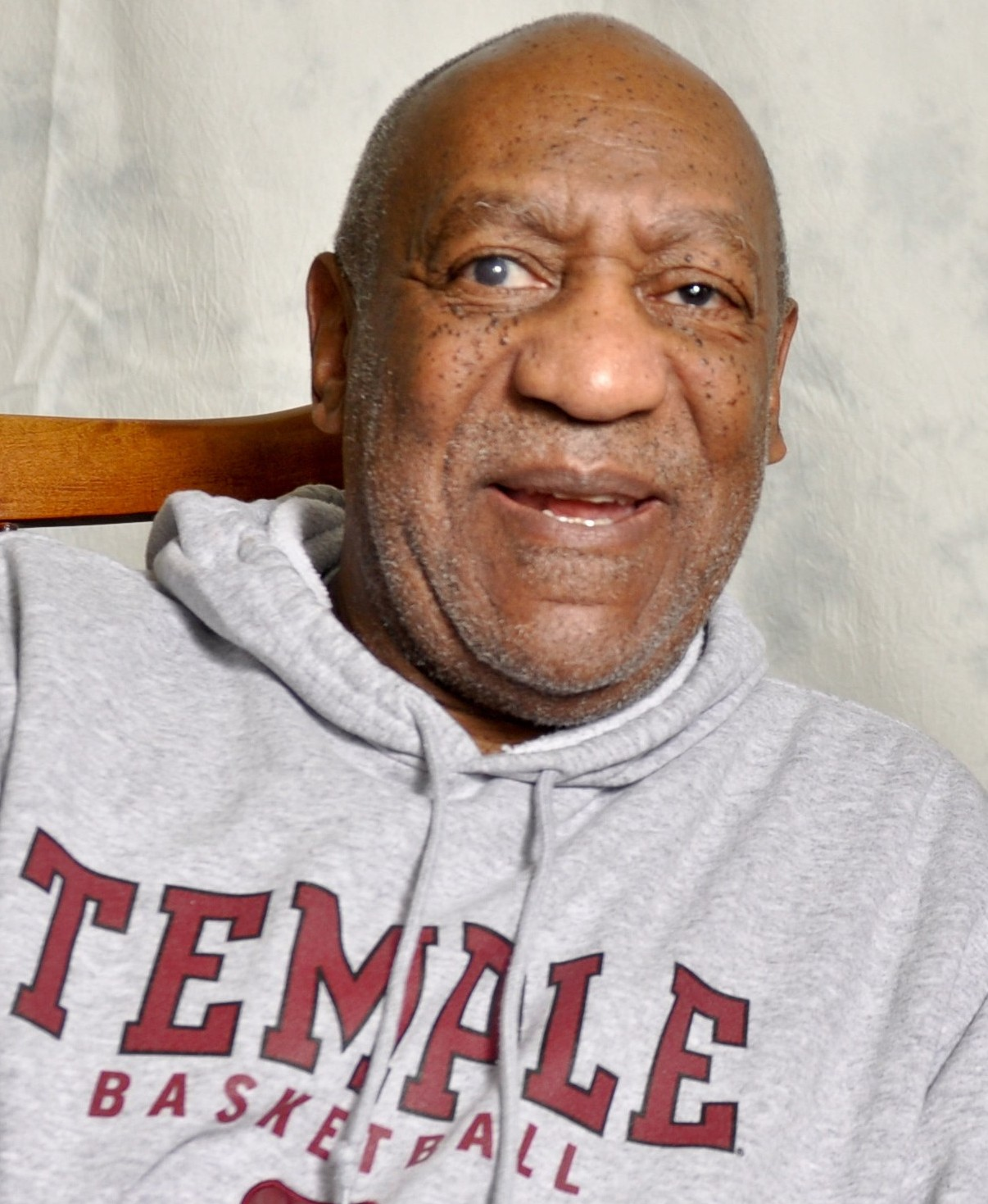
بیل کازبی — Best Actor in a Television Series, Comedy or Musical winner

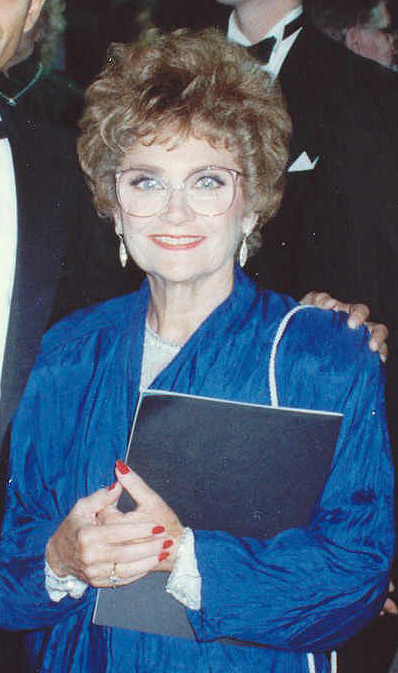
ایستل گتی — Best Actress in a Television Series, Comedy or Musical winner

سیبل شفرد — Best Actress in a Television Series, Comedy or Musical winner

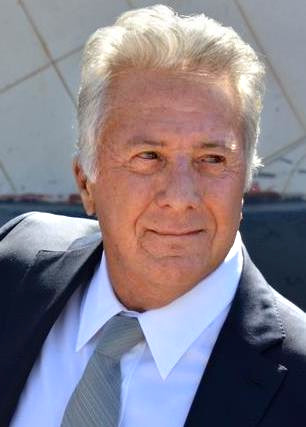
داستین هافمن — Best Actor in a Miniseries or Television Movie, winner

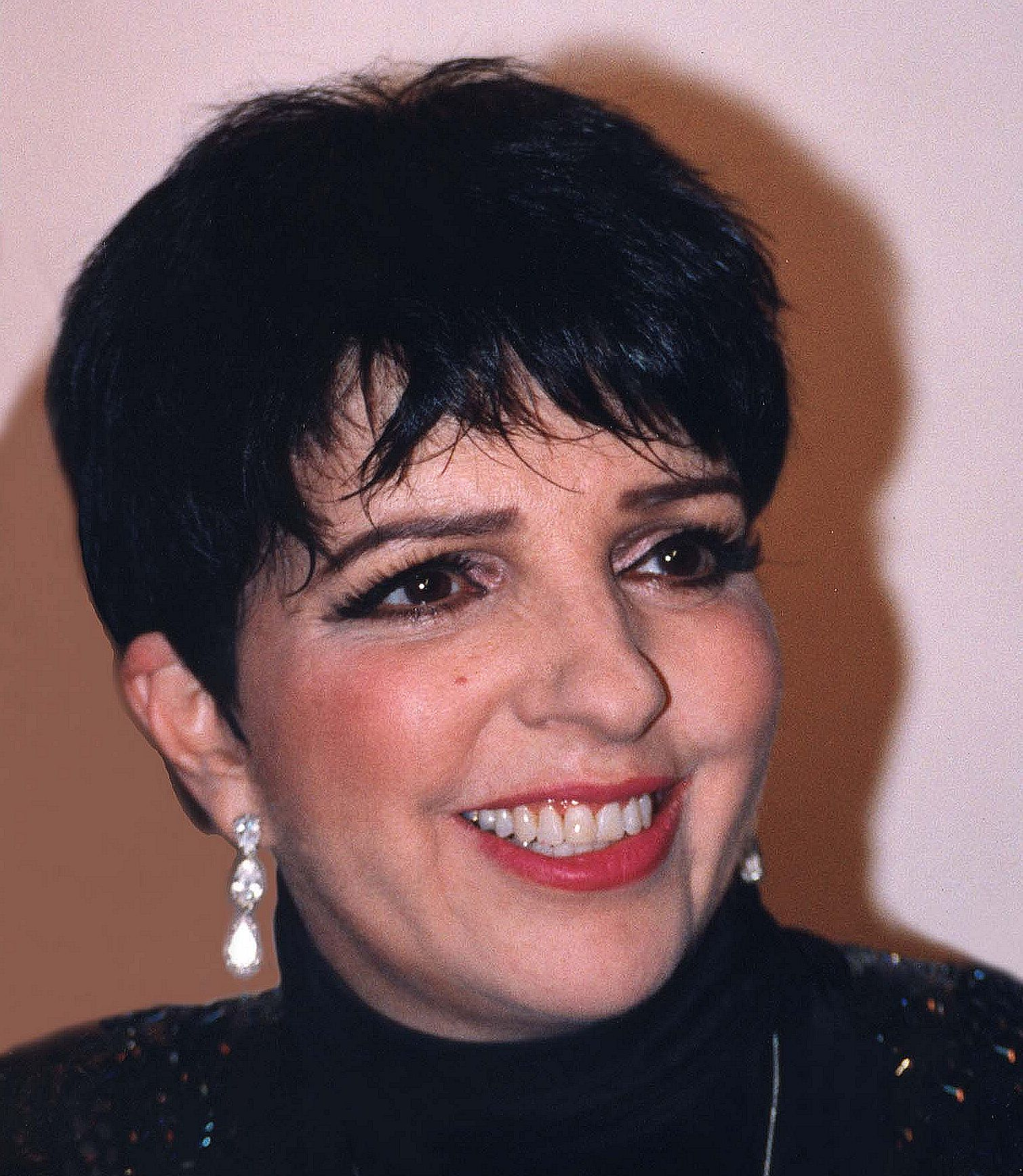
لایزا مینلی — Best Actress in a Miniseries or Television Movie, winner

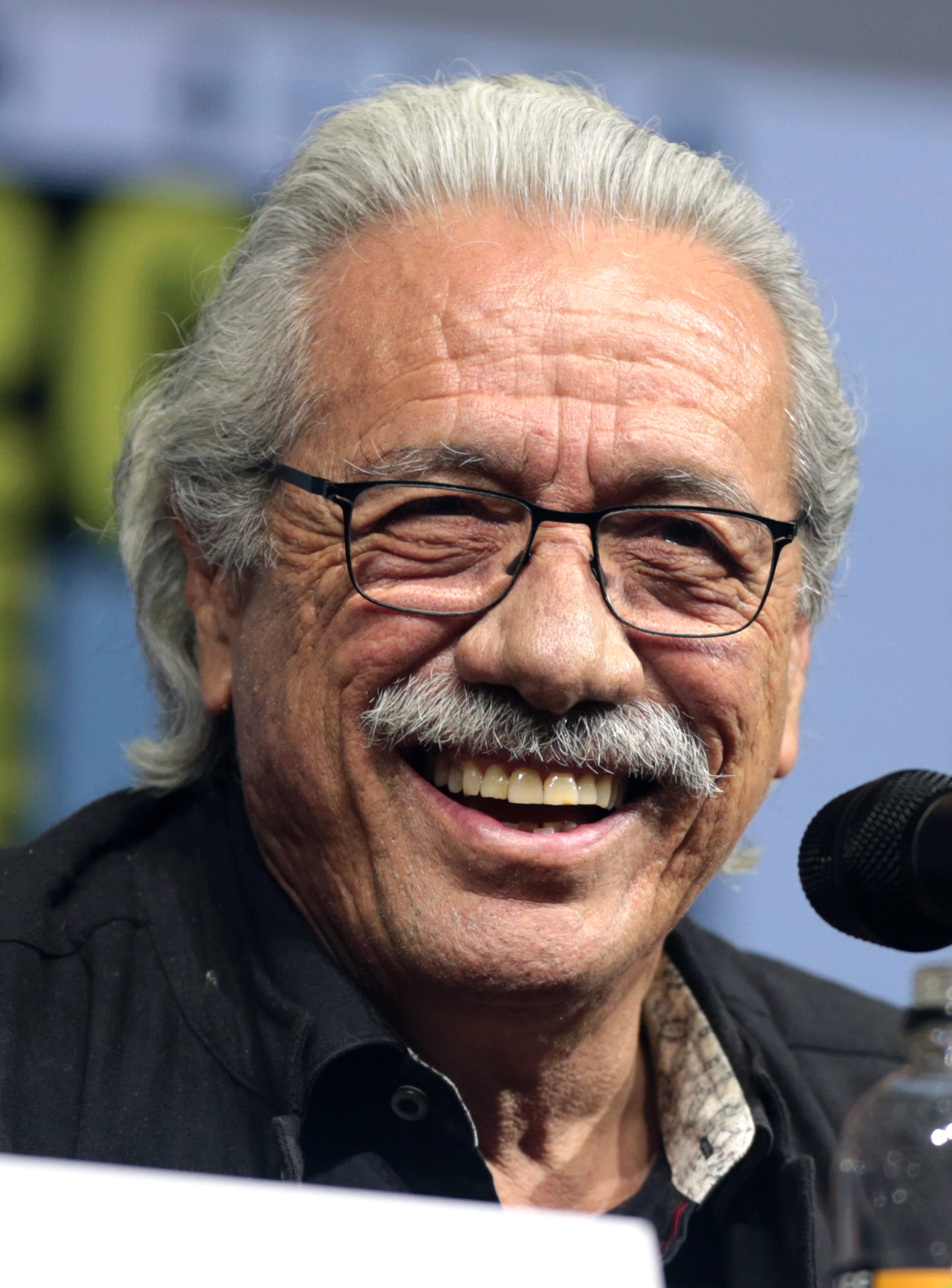
ادوارد جیمز آلموس — Best Supporting Actor in a Series, Miniseries or Motion Picture Made for Television, winner

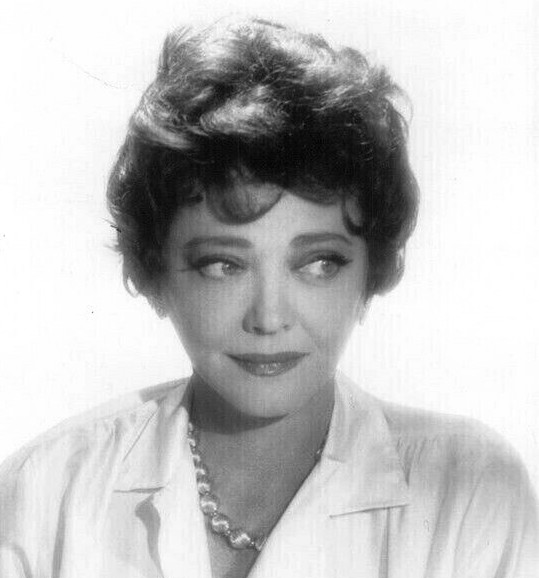
سیلویا سیدنی — Best Supporting Actress in a Series, Miniseries or Motion Picture Made for Television, winner

### Film
| Best Motion Picture | Best Motion Picture |
| جایزه گلدن گلوب بهترین فیلم – درام | جایزه گلدن گلوب بهترین فیلم – موزیکال یا کمدی |
| --- | --- |
| - خارج از آفریقا (فیلم) - رنگ ارغوانی (فیلم ۱۹۸۵) - بوسه زن عنکبوتی (فیلم) - قطار افسارگسیخته - شاهد (فیلم ۱۹۸۵) | - شرف خانواده پریتزی - بازگشت به آینده - گروه سرود (فیلم) - پیله (فیلم ۱۹۸۵) - رز ارغوانی قاهره |
| Best Performance in a Motion Picture – Drama | |
| جایزه گلدن گلوب بهترین بازیگر مرد – فیلم درام | جایزه گلدن گلوب بهترین بازیگر زن – فیلم درام |
| - جان ویت – قطار افسارگسیخته as Oscar "Manny" Manheim - هریسون فورد – شاهد (فیلم ۱۹۸۵) as Detective Captain John Book - جین هکمن – دو بار در زندگی as Harry Mackenzie - ویلیام هرت – بوسه زن عنکبوتی (فیلم) as Luis Molina - رائول خولیا – بوسه زن عنکبوتی (فیلم) as Valentin Arregui | - ووپی گلدبرگ – رنگ ارغوانی (فیلم ۱۹۸۵) as Celie Harris Johnson - آن بنکرافت – اگنس خدا as Miriam Ruth - شر (خواننده) – ماسک (فیلم ۱۹۸۵) as Florence "Rusty" Dennis - جرالدین پیج – سفر به بانتی‌فول as Carrie Watts - مریل استریپ – خارج از آفریقا (فیلم) as کارن بلیکسن |
| Best Performance in a Motion Picture – Comedy or Musical | |
| جایزه گلدن گلوب بهترین بازیگر مرد – فیلم موزیکال یا کمدی | جایزه گلدن گلوب بهترین بازیگر زن – فیلم موزیکال یا کمدی |
| - جک نیکلسون – شرف خانواده پریتزی as Charley Partanna - جف دانیلز – رز ارغوانی قاهره as Tom Baxter/Gil Shepherd - گریفین دان – پس از ساعات اداری as Paul Hackatt - مایکل جی. فاکس – بازگشت به آینده as Marty McFly - جیمز گارنر – عشق مورفی as Murphy Jones                           | - کاتلین ترنر – شرف خانواده پریتزی as Irene Walker - رزانا آرکت – ناامیدانه در جستجوی سوزان as Roberta Glass - گلن کلوز – Maxie as Jan/Maxie - میا فارو – رز ارغوانی قاهره as Cecelia - سالی فیلد – عشق مورفی as Emma Moriarty |
| Best Supporting Performance in a Motion Picture – Drama, Comedy or Musical | |
| جایزه گلدن گلوب بهترین بازیگر نقش مکمل مرد | جایزه گلدن گلوب بهترین بازیگر نقش مکمل زن |
| - کلاوس ماریا برانداور – خارج از آفریقا (فیلم) as Baron Bror von Blixen-Finecke - جوئل گری – Remo Williams: The Adventure Begins as Chiun - جان لون – سال اژدها as Joey Tai - اریک رابرتس – قطار افسارگسیخته as Buck - اریک استولتس – ماسک (فیلم ۱۹۸۵) as Roy L. "Rocky" Dennis       | - مگ تیلی - اگنس خدا as Sister Agnes - سونیا براگا - بوسه زن عنکبوتی (فیلم) as Leni Lamaison/Marta/Spider Woman - آنجلیکا هیوستون - شرف خانواده پریتزی as Maerose Prizzi - ایمی مدیگان - دو بار در زندگی as Sunny Sobel - کلی مک‌گیلس - شاهد (فیلم ۱۹۸۵) as Rachel Lapp - اپرا وینفری - رنگ ارغوانی (فیلم ۱۹۸۵) as Sofia Johnson                                              |
| Other | |
| جایزه گلدن گلوب بهترین کارگردانی | جایزه گلدن گلوب بهترین فیلم‌نامه |
| - جان هیوستون – شرف خانواده پریتزی - ریچارد اتنبرا – گروه سرود (فیلم) - سیدنی پولاک – خارج از آفریقا (فیلم) - استیون اسپیلبرگ – رنگ ارغوانی (فیلم ۱۹۸۵) - پیتر ویر – شاهد (فیلم ۱۹۸۵)                                                                                                 | - رز ارغوانی قاهره – وودی آلن - بازگشت به آینده – باب گیل and رابرت زمکیس - خارج از آفریقا (فیلم) – کرت لودکی - شرف خانواده پریتزی – Richard Condon and Janet Roach - شاهد (فیلم ۱۹۸۵) – William Kelley and ارل والاس |
| جایزه گلدن گلوب بهترین موسیقی | جایزه گلدن گلوب بهترین ترانه غیراقتباسی |
| - خارج از آفریقا (فیلم) – جان بری - رنگ ارغوانی (فیلم ۱۹۸۵) – کوئینسی جونز - شب‌های روشن (فیلم ۱۹۸۵) – میشل کولومبی - شاهد (فیلم ۱۹۸۵) – موریس ژار - سال اژدها – دیوید منسفیلد | - "Say You, Say Me" (لایونل ریچی) – شب‌های روشن (فیلم ۱۹۸۵) - "The Power of Love" (هوی لویس and Chris Hayes) – بازگشت به آینده - "Rhythm of the Night" (داین وارن) – آخرین اژدها - "A View to a Kill" (جان بری، دورن دورن and برنارد ادواردز) – نمایی به یک قتل - "We Don't Need Another Hero (Thunderdome)" (Terry Britten and Graham Lyle) – مکس دیوانه: در آن سوی تاندردوم |
| جایزه گلدن گلوب بهترین فیلم غیر انگلیسی‌زبان | |
| - گزارش رسمی (آرژانتین) - سرهنگ ردل (مجارستان) - آشوب (فیلم ۱۹۸۵) (ژاپن) - وقتی بابا رفته بود مأموریت (یوگسلاوی) - سالی از خورشید خاموش (لهستان) | |

The following films received multiple nominations:
| Nominations | Title                   |
| ----------- | ----------------------- |
| ۶           | خارج از آفریقا (فیلم)   |
| ۶           | شرف خانواده پریتزی      |
| ۶           | شاهد (فیلم ۱۹۸۵)        |
| ۵           | رنگ ارغوانی (فیلم ۱۹۸۵) |
| ۴           | بوسه زن عنکبوتی (فیلم)  |
| ۴           | رز ارغوانی قاهره        |
| ۳           | بازگشت به آینده         |
| ۳           | قطار افسارگسیخته        |
| ۲           | اگنس خدا                |
| ۲           | گروه سرود (فیلم)        |
| ۲           | ماسک (فیلم ۱۹۸۵)        |
| ۲           | عشق مورفی               |
| ۲           | دو بار در زندگی         |
| ۲           | شب‌های روشن (فیلم ۱۹۸۵)  |
| ۲           | سال اژدها               |

The following films received multiple wins:
| Wins | Title          |
| ---- | -------------- |
| ۴    | Prizzi's Honor |
| ۲    | Out of Africa  |

### Television
| Best Television Series | Best Television Series |
| جایزه گلدن گلوب بهترین مجموعه تلویزیونی – درام | جایزه گلدن گلوب بهترین مجموعه تلویزیونی – موزیکال یا کمدی |
| --- | --- |
| - Murder, She Wrote - Cagney & Lacey - دودمان (مجموعه تلویزیونی ۱۹۸۱) - Miami Vice - St. Elsewhere | - دختران زرین - The Cosby Show - Family Ties - Kate & Allie - Moonlighting |
| Best Performance in a Television Series – Drama | |
| جایزه گلدن گلوب بهترین بازیگر مرد – مجموعه تلویزیونی درام | جایزه گلدن گلوب بهترین بازیگر زن – مجموعه تلویزیونی درام |
| - دان جانسون – Miami Vice as Sonny Crockett - جان فورسایث – دودمان (مجموعه تلویزیونی ۱۹۸۱) as Blake Carrington - تام سلک – Magnum, P.I. as Thomas Magnum - فیلیپ مایکل توماس – Miami Vice as Ricardo Tubbs - دانیل جی. تراونتی – Hill Street Blues as Captain Frank Furillo | - شارون گلس – Cagney & Lacey as Christine Cagney - جوآن کالینز – دودمان (مجموعه تلویزیونی ۱۹۸۱) as Alexis Carrington - تاین دالی – Cagney & Lacey as Mary Beth Lacey - لیندا ایوانز – دودمان (مجموعه تلویزیونی ۱۹۸۱) as Krystle Carrington - آنجلا لنسبوری – Murder, She Wrote as Jessica Fletcher |
| Best Performance in a Television Series – Comedy or Musical | |
| جایزه گلدن گلوب بهترین بازیگر مرد – مجموعه تلویزیونی موزیکال یا کمدی | جایزه گلدن گلوب بهترین بازیگر زن – مجموعه تلویزیونی موزیکال یا کمدی |
| - بیل کازبی – The Cosby Show as Cliff Huxtable - تونی دنزا – Who's the Boss? as Tony Micelli - مایکل جی. فاکس – Family Ties as Alex P. Keaton - باب نیوهارت – Newhart as Dick Loudon - بروس ویلیس – Moonlighting as David Addison | - ایستل گتی – دختران زرین as Sophia Petrillo - سیبل شفرد – Moonlighting as Maddie Hayes - بیتریس آرتور – دختران زرین as Dorothy Zbornak - رو مک‌کلاناهان – دختران زرین as Blanche Devereaux - بتی وایت – دختران زرین as Rose Nylund                                                                 |
| Best Performance in a Miniseries or Television Film | |
| جایزه گلدن گلوب بهترین بازیگر مرد – مجموعه تلویزیونی کوتاه یا فیلم تلویزیونی | جایزه گلدن گلوب بهترین بازیگر زن – مجموعه تلویزیونی کوتاه یا فیلم تلویزیونی |
| - داستین هافمن – مرگ فروشنده (فیلم ۱۹۸۵) as Willy Loman - ریچارد چمبرلین – Wallenberg: A Hero's Story as رائول والنبری - ریچارد کرنا – The Rape of Richard Beck as Richard Beck - کرک داگلاس – Amos as Amos Lasher - پیتر اشتراوس – Kane & Abel as Abel Rosnovski | - لایزا مینلی – A Time to Live as Mary-Lou Weisman - پگی اشکرافت – The Jewel in the Crown as Barbara Batchelor - جنا رولندز – An Early Frost as Katherine Pierson - مارلو توماس – Consenting Adult as Tess Lynd - جوآن وودوارد – Do You Remember Love as Barbara Wyatt-Hollis                      |
| Best Supporting Performance - TV Series, Miniseries or Television Film | |
| جایزه گلدن گلوب بهترین بازیگر نقش مکمل مرد – سریال، سریال کوتاه یا فیلم تلویزیونی | جایزه گلدن گلوب بهترین بازیگر نقش مکمل زن – سریال، سریال کوتاه یا فیلم تلویزیونی |
| - ادوارد جیمز آلموس – Miami Vice as Lieutenant Martin Castillo - اد بیگلی. جی آر – St. Elsewhere as Dr. Victor Ehrlich - دیوید کارادین – North and South as Justin LaMotte - ریچارد فارنزورث – Chase as Jude Grand Pettitt - جان جیمز – دودمان (مجموعه تلویزیونی ۱۹۸۱) as Jeff Colby - جان مالکوویچ – مرگ فروشنده (فیلم ۱۹۸۵) as Biff Loman - پت موریتا – Amos as Tommy Tanaka - بروس وایتز – Hill Street Blues as Sergeant Michael "Mick" Belker | - سیلویا سیدنی – An Early Frost as Beatrice McKenna - لسلی-آن داون – North and South as Madeline Fabray - کاترین هلموند – Who's the Boss? as Mona Robinson - کیت رید – مرگ فروشنده (فیلم ۱۹۸۵) as Linda Loman - اینگا سوانسن – Benson as Gretchen Kraus                                            |
| جایزه گلدن گلوب بهترین مجموعه تلویزیونی کوتاه یا فیلم تلویزیونی | |
| - The Jewel in the Crown - Amos - مرگ فروشنده (فیلم ۱۹۸۵) - Do You Remember Love - An Early Frost | |

The following programs received multiple nominations:
| Nominations | Title                          |
| ----------- | ------------------------------ |
| ۵           | دختران زرین                    |
| ۴           | مرگ فروشنده (فیلم ۱۹۸۵)        |
| ۴           | دودمان (مجموعه تلویزیونی ۱۹۸۱) |
| ۳           | Amos                           |
| ۳           | Cagney & Lacey                 |
| ۳           | An Early Frost                 |
| ۳           | Miami Vice                     |
| ۳           | Moonlighting                   |
| ۲           | The Cosby Show                 |
| ۲           | Do You Remember Love           |
| ۲           | Family Ties                    |
| ۲           | Hill Street Blues              |
| ۲           | The Jewel in the Crown         |
| ۲           | Murder, She Wrote              |
| ۲           | North and South                |
| ۲           | St. Elsewhere                  |
| ۲           | Who's the Boss?                |

The following programs received multiple wins:
| Wins | Title            |
| ---- | ---------------- |
| ۲    | The Golden Girls |

## Ceremony

### Presenters
- جون الیسون
- Shari Belafonte
- گری بیوسی
- باربارا کاررا
- داین کارول
- ریچارد چمبرلین
- ناتالی کول
- بتی دیویس
- ویلیام دیون
- کرک داگلاس
- پتی دوک
- فی داناوی
- Janie Fricke
- لوئیس گوست، جونیور
- رائول خولیا
- گلادیس نایت
- شلی لانگ
- هاوی ماندل
- کریستی مک‌نیکول
- جولیا میگنس
- چاک نوریس
- جنیفر اونیل
- لو راولز
- کارل راینر
- سزار رومرو
- رابرت استاک
- پیتر اشتراوس